# Los Pinos (Uruguay)
Los Pinos est une ville de l'Uruguay située dans le département de Colonia. Sa population est de 121 habitants.

## Infrastructure
La ville possède une plage.

## Population
| Année | Population |
| ----- | ---------- |
| 1963  | 37         |
| 1975  | 54         |
| 1985  | 92         |
| 1996  | 114        |
| 2004  | 121        |

Référence,